# Бушење и минирање
Пре појаве машина за пробијање тунела, бушење и минирање били су једини економичан начин ископавања дугих тунела кроз тврде стене, где копање није било могуће. Чак и данас, тај метод се користи у изградњи тунела, као што је кориштен у изградњи Lötschberg Base тунела. Одлука, да ли да се тунел изгради користећи машине за пробијање тунела (TBM) или помоћу методе бушења и минирања, обухвата низ фактора као што су:
- дужина тунела
- управљање ризицима у зависности од варијација у квалитету тла
- брзина изградње
- облик тунела

Дужина тунела је кључно питање које треба решити, јер је употреба великих машина за пробијање тунела (TBM) веома скупа, али пошто су оне обично брже од бушење и минирања тунела, цена по метру тунела је нижа. То значи да краћи тунели имају тенденцију да буду мање економичи ако се изграђују уз помоћ TBM, па се стога обично користе бушења и минирања. 

### Историја
Док се поцињало са употребом бушења и минирања, барут (употреблјен приликом изградње Blue Ridge Tunnel у САД 1850. године) више није био моћан и безбедан експлозив као динамит (патентиран 1867. године). Такође, произведене су и електронске бушилице чија је искоришћеност капацитета била потпуна. Бушење и минирање је успешно коришћено за изградњу тунела широм света, нпр. Фрејус железничког тунела, Сv. Готхард тунела, Симплонa, Jungfraubahn, па чак и најдужег друмског тунела на свету, Lærdalstunnelen, сви они су конструисани користећи овај метод.

### Поступак
Као што име сугерише, бушење и минирање функционише на следећи начин:
- Буше се рупе у стени које се затим испуњавају експлозивом
- Детонирање експлозива изазива разбијање стенског материјала
- Материјал се уклања и нова површина тунела се ојачава.
- Понављањем ових корака на крају се добија тунел.

Позиција и дубина бушотина (и количина експлозива који свака рупа прима) пажљиво одређују шаблон који заједно са тајмигом индивидуалних експлозија, омогућава да тунел има приближно кружни попречни пресек.

### Стенска подграда
Пошто се тунел постепено копа, његове зидове и плафон треба констнтно подупирати како би се спречило урушавање стенског материјала. Филозофија и методе за стенску потпору варирају, али класичне стенске подграде могу да обухватају:
- Анкери
- Прскање бетона
- Ребра или лукове
- Кабловске завртњеве
- Армирани бетон